# Abacaiuia-tapaca
Abacaiuia-tapaca é um pequeno peixe da família dos escombrídeos, encontrado em rios e lagoas do Brasil, muito apreciado pelos ribeirinhos.[carece de fontes?]